# Glen Cavender
Glen Cavender (ur. 19 września 1883, zm. 9 lutego 1962) –  amerykański aktor filmowy. W latach 1914–1949 wystąpił w 259 filmach.

## Wybrana filmografia
- Charlie jako markiz (1914)
- Charlie piekarczykiem (1914)
- Mabel, Fatty and the Law (1915)
- Fatty's New Role (1915)
- Fatty's Reckless Fling (1915)
- Fatty's Chance Acquaintance (1915)
- Fatty's Faithful Fido (1915)
- That Little Band of Gold (1915)
- Wished on Mabel (1915)
- Mabel's Wilful Way (1915)
- Fatty's Tintype Tangle (1915)
- Fickle Fatty's Fall (1915)
- A Submarine Pirate (1915)
- Fatty and the Broadway Stars (1915)
- Fatty and Mabel Adrift (1916)
- Dom Roughów (1917)
- The Pullman Bride (1917)
- A Scrap of Paper (1918)
- Kucharz (1918)
- The Sheriff (1918)
- Skirts (1921)
- Hearts of Youth (1921)
- Iron to Gold (1922)
- The Pest (1922)
- No Wedding Bells (1923)
- Main Street (1923)
- Pie-Eyed (1925)
- The Iron Mule (1925)
- The Snow Hawk (1925)
- Navy Blue Days (1925)
- The Sleuth (1925)
- Manhattan Madness (1925)
- The Movies (1925)
- The Fighting Dude (1925)
- My Stars (1926)
- Home Cured (1926)
- His Private Life (1926)
- Generał (1926)
- Listen Lena (1927)
- Ships of the Night (1928)
- That's My Line (1931)
- Bengal Tiger (1936)
- Alarm na morzu (1937)
- Affectionately Yours (1941)